# Joanna Kawa-Rygielska
Joanna Barbara Kawa-Rygielska – polska inżynier, dr hab. nauk rolniczych, profesor i kierownik Katedry Technologii Fermentacji i Zbóż Wydziału Biotechnologii i Nauk o Żywności Uniwersytetu Przyrodniczego we Wrocławiu.

## Życiorys
22 czerwca 1999 obroniła pracę doktorską Ulepszanie drożdży przemysłowych metodą fuzji protoplastów, 12 grudnia 2012 habilitowała się na podstawie pracy zatytułowanej Oddziaływanie jonów Cr(III) na dynamikę i efekty fermentacji zacierów kukurydzianych VHG. 5 lutego 2019 nadano jej tytuł profesora w zakresie nauk rolniczych. Została zatrudniona na stanowisku adiunkta w Katedrze Technologii Rolnej i Przechowalnictwa na Wydziale Biotechnologii i Nauk o Żywności Uniwersytetu Przyrodniczego we Wrocławiu.
Piastuje funkcję profesora i kierownika Katedry Technologii Fermentacji i Zbóż Wydziału Biotechnologii i Nauk o Żywności Uniwersytetu Przyrodniczego we Wrocławiu.